# Francis Brown (1784-1820)
Pour les articles homonymes, voir Francis Brown et Brown.
Francis Brown (11 janvier 1784, Chester, New Hampshire - 27 juillet 1820) fut le troisième président du Dartmouth College. Il fut diplômé de cet établissement en 1805 et fut pasteur de l'Église Congrégationaliste à North Yarmouth dans le Maine. 